# Pseudopoda roganda
Pseudopoda roganda är en spindelart som beskrevs av Jäger och Vedel 2007. Pseudopoda roganda ingår i släktet Pseudopoda och familjen jättekrabbspindlar. Inga underarter finns listade i Catalogue of Life.